# No moriré sola
No moriré sola es una película argentina de terror y suspenso de 2008 dirigida por Adrián García Bogliano según su propio guion escrito en colaboración con Ramiro García Bogliano y Martín Frías. Es protagonizada por Marisol Tur, Gimena Blesa, Magdalena De Santo y Andrea Duarte.

## Sinopsis
Cuatro chicas universitarias, de regreso a su pueblo natal por vacaciones, sufren en la carretera un crimen que involucra a jóvenes del interior, adinerados y poderosos. Después de ser sometidas y humilladas, ellas tomarán revancha, aunque no todas sobrevivirán. 

## Reparto
- Marisol Tur como Leonor
- Gimena Blesa como Carol
- Andrea Duarte como Moria
- Magdalena De Santo como Yasmín
- Leonardo Cuchetti como Stegman
- Leonardo Canga como Osky
- Andrés Aramburu como Aldana
- Rolf García Puga como Corvalán
- Ricardo Pellegrini como el chófer de la ambulancia
- Camila Loyza Basualdo como la chica en bicicleta
- Nora Peralta como la vecina